# Maroje Mažibradić
Maroje Mažibradić Šuljaga (1519. – 1591.) je bio hrvatski renesansni pjesnik iz Dubrovnika.
Estetski su mu najvrjednije Zatravi, zatravi pisanih petrarkistički. Poznato je da je pisac dviju nadgrobnica te poslanice Dinku Ranjini. Poslanicu mu je napisao Sabo Bobaljević. 
Književno je Mažibradića oplakao Dominko Zlatarić.